# Triclistus obsoletus
Triclistus obsoletus là một loài tò vò trong họ Ichneumonidae.